# Кома (гурт)
Гурт «Кома» — український музичний гурт.

## Історія виникнення
«Кома» в перекладі з давньогрецької — зірка з хвостом, тобто комета. Науковці використовують цей термін, маючи на увазі її газову оболонку, яка завжди світиться. Образ комети відповідає внутрішньому стану групи «Кома» — це прагнення до яскравого і постійного руху вперед.
Взимку 1993 р в підвалі гуртожитку 13 архітектурного факультету КДТУБіА (КІБІ) була виявлена ударна установка в поганому стані, але з неї-то і почалося втілюватися мрія студентки 1-го курсу Ксюши про створення рок — групи.
До її мрії вирішили приєднатися ще дві мрії однокурсників і одна «залітна». Грали в основному пісні Ксюши, яких накопичилося вагон і маленький броневичок.
Період з 1997 по 1998 гурт провів ряд концертів в клубах: «Кіноклуб», «Барви», рок-фестиваль у м Бориспіль під робочою назвою «Проект КОМА». Критичний момент група стали закінчення навчання, Ксю набирає практично новий склад.
В вересні 1999 р. — прийняли рішення подати заявку на участь у фестивалі «Майбутнє України». На студії «DHS» були записані 3 пісні («Підвіконня», «Божевільна», «І було все») і група успішно пройшла відбірковий тур. Фінал фестивалю «МУ» проходив в м Львів і став своєрідним хрещенням групи. Потім «Кома» починає запис дебютного альбому, продовживши співпрацю зі звукорежисером В'ячеславом Малініним «ДМ», виступаючі в клубах Київ «Бінго» і «Кіноклуб».
Навесні 2000 р. альбом під назвою «Комасапієнс» був випущений компанією «Eurostar». Кілька пісні, а саме: «Подоконник», «Божевільна», «І было все», «Пульс солнца», «Колечко» потрапили в постійну ротацію на «ХІТ-радіо».
Восени 2000 р. «Кома» зацікавилися компанія «ВОЛЯ» і з великої кількості груп були відібрані тільки 4: «Армада», «ДАТИ», «Моторола», «Кома». У грудні в клубі «Голлівуд» відбувся своєрідний фінал, результатом якого стало подальше співробітництво «Воля» з «Армадою» і «ДАТ». На жаль, райдужні мрії залишилися тільки мріями. Радувало одне — бажання працювати над собою тільки збільшилася, група згуртувалася. «Кома» записує нові пісні, деякі з них потрапляють в хіт-парад «Радіо-Рокс». У 2002 р група виступає в колишньому основному складі і з новою програмою. Бере участь в акції «Пульс асфальту» в дуелі з тернопільською групою «Птаха проект». Влітку їде з візитом у відповідь в м Тернопіль на концерт рок-клуб.
У грудні 2002 традиційно Ксюшин день народження відзначили концертом в «Барвах».
У 2003 «Кома» дала два сольні концерти в арт-клуб «44», названа кращою групою 1-го дня фестивалю «Таврійські ігри» на малій сцені, брали участь у фестивалі «РОК Візок» м. Черкаси, регулярно грає в клубах Києва та інших міст, бере участь в різних музичних теле- і радіопередачах.
Вересень 2004. Пісня «Ангел» Займає 3 місце в хіт-параді «Lexiton». КОМА виступає в програмі «Підйом» на Новому каналі.
Весною 2005 року група бере участь у фестивалях «Протяг», «Таврійські Ігри 2005», запрошені хедлайнерами фестивалю «Магія живий» (в рамках Музичної виставки «ЗВУК, світло, сцена» в м. Одеса), в клубах «Бочка», "Контрабас "(Одеса).
Травень 2005 КОМА виступає на гала-концерті на сцені EuroCamp. Увійшли в Книгу рекордів України як учасники акції «Марафон 100», організованому Сім'я Еріка.
Осінь 2005. Беруть участь у фестивалі «GBOB» і зазначив 6-річчя групи в клубі «44».
2007 «Пушкінрекордс» випускає альбом «Королева». Пісні «То потеряюсь, то найдусь» і «Пластинка»- в ротації радіостанції Джем ФМ. Зйомка першого кліпу на пісню «Королева». Участь у фестивалі «Мазепа фест». Брали участь в концертній програмі «Арсенал шоу» у Палаці спорту.
2008—2010 Ведеться робота над новим альбомом під робочою назвою «Пангея».
2012 групи випустила новий альбом під назвою «Пангея» (Moon Records).